# Agustín Novello
Beato Agustín Novello (italiano: Agostino Novello) cuyo nombre original era Matteo Di Termini (Italia; ca. mitad del siglo XIII - San Leonardo, Italia; hacia 1310), beato siciliano de la orden de los agustinos y de gran erudición.

## Vida
Nació a mediados del siglo XIII. Según algunos autores nació en Taormina, Sicilia, que en ese momento pertenecía a la arquidiócesis de Palermo, por lo que también se le conoce a este beato con el apelativo de Panormitano. Según otros autores nació en Tarano, en la región del Lazio.
Sus padres pertenecían a una familia noble de Cataluña, España, por lo que tuvo una esmerada educación inicial para luego ingresar a la Universidad de Bolonia donde obtuvo altos honores en derecho civil y canónico. Regresando a su tierra nativa obtuvo altas posiciones en el gobierno civil, por su desempeñó fue nombrado asesor por Manfredo, rey de Sicilia.
Con este cargo marchó a la batalla de Manfredo contra Carlos de Anjou, en donde fue herido y dejado en el campo de batalla, confundido como cadáver en Benevento, Italia. Cuando recobró la conciencia regresó a su casa, pero la experiencia vivida le convenció de lo efímero del mundo, por lo que decidió renunciar al mundo e ingresar a la Orden Agustina como hermano lego tomando el nombre de Agustín Novello (Augustine Novello).
Permaneció recluido y desinteresado de la vida secular, hasta que tuvo que defender los intereses patrimoniales del convento frente a un jurista, que resultó ser un antiguo compañero de Bolonia, quién también le reconoció e hizo saber al General de la orden la gran erudición y capacidad de Agustín.
De esta manera el General, por entonces Clemente de Osimo, obligó que Agustín recibiera las órdenes del sacerdocio, bajo el voto de obediencia. De esta forma llegó a reformar las Constituciones de la orden. El papa Nicolás IV lo nombró General de la orden, con el cargo de confesor y gran penitenciario y legado papal, puestos a los que tuvo mucha oposición ya que no se consideraba mercedor de tales cargos.
En 1300, renuncia a sus cargos y se retira al convento de San Leonardo en Siena para vivir como ermitaño. En su retiro, practicó la caridad haciéndose de recursos para construir un hospital en el que atendió a personas ancianas y sin medios económicos. Así paso sus últimos años.
Según algunos autores, falleció el 19 de mayo de 1309 y, según otros, en 1310.

## Autorización de culto
El culto fue autorizado por Clemente XIII en 1759. Su festividad se celebra el 19 de mayo.